# Waly
Waly là một xã thuộctỉnh Meuse trong vùng Grand Est đông bắc nước Pháp. Xã này nằm ở khu vực có độ cao trung bình 200 mét trên mực nước biển. Dân số theo điều tra năm 1999 của INSEE là 64 người.